# Faustkeil

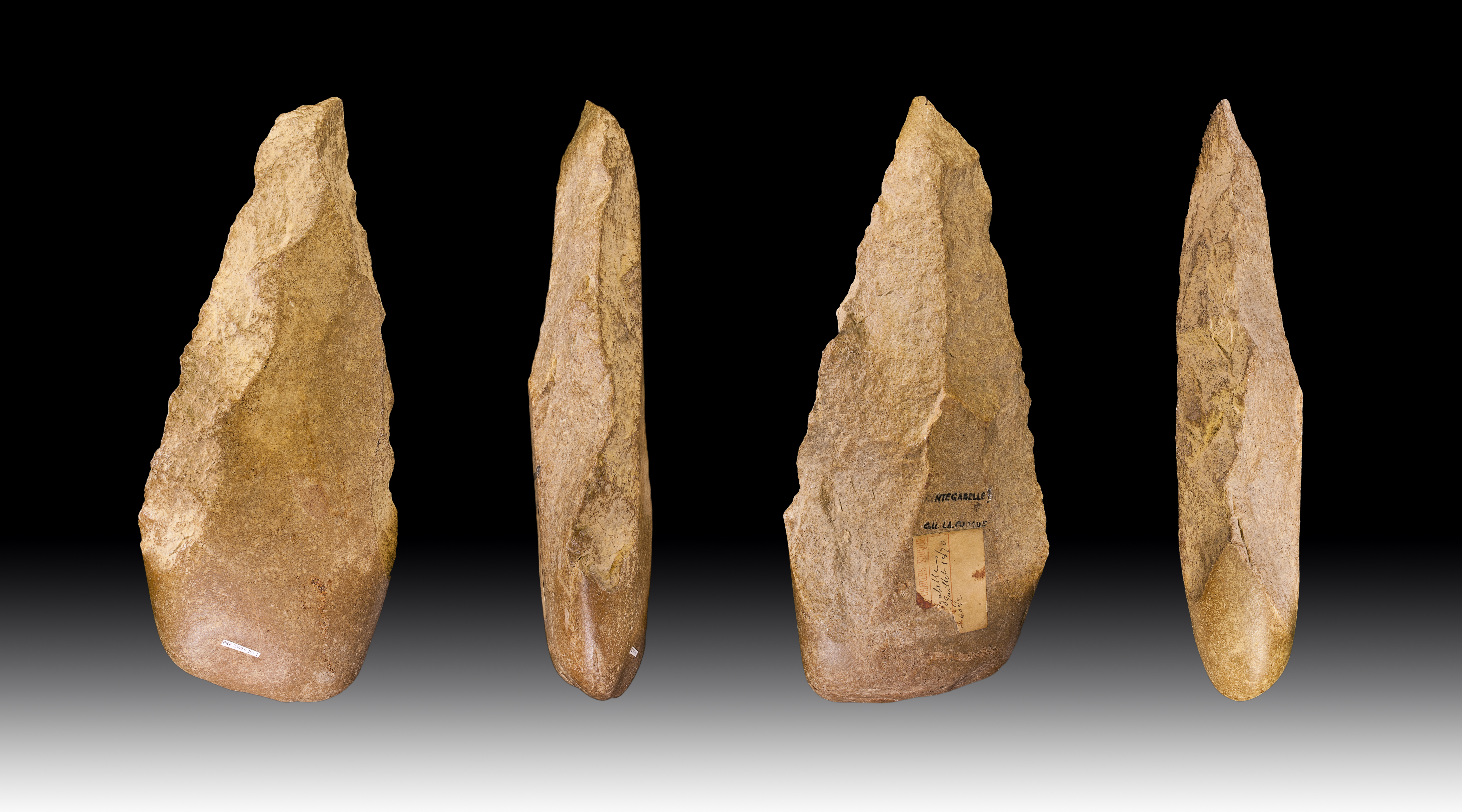
Faustkeil aus Hornstein, 26,8 × 12 × 5,5 cm, Acheuléen (ca. 500.000-300.000 Jahre), Naturhistorisches Museum Toulouse

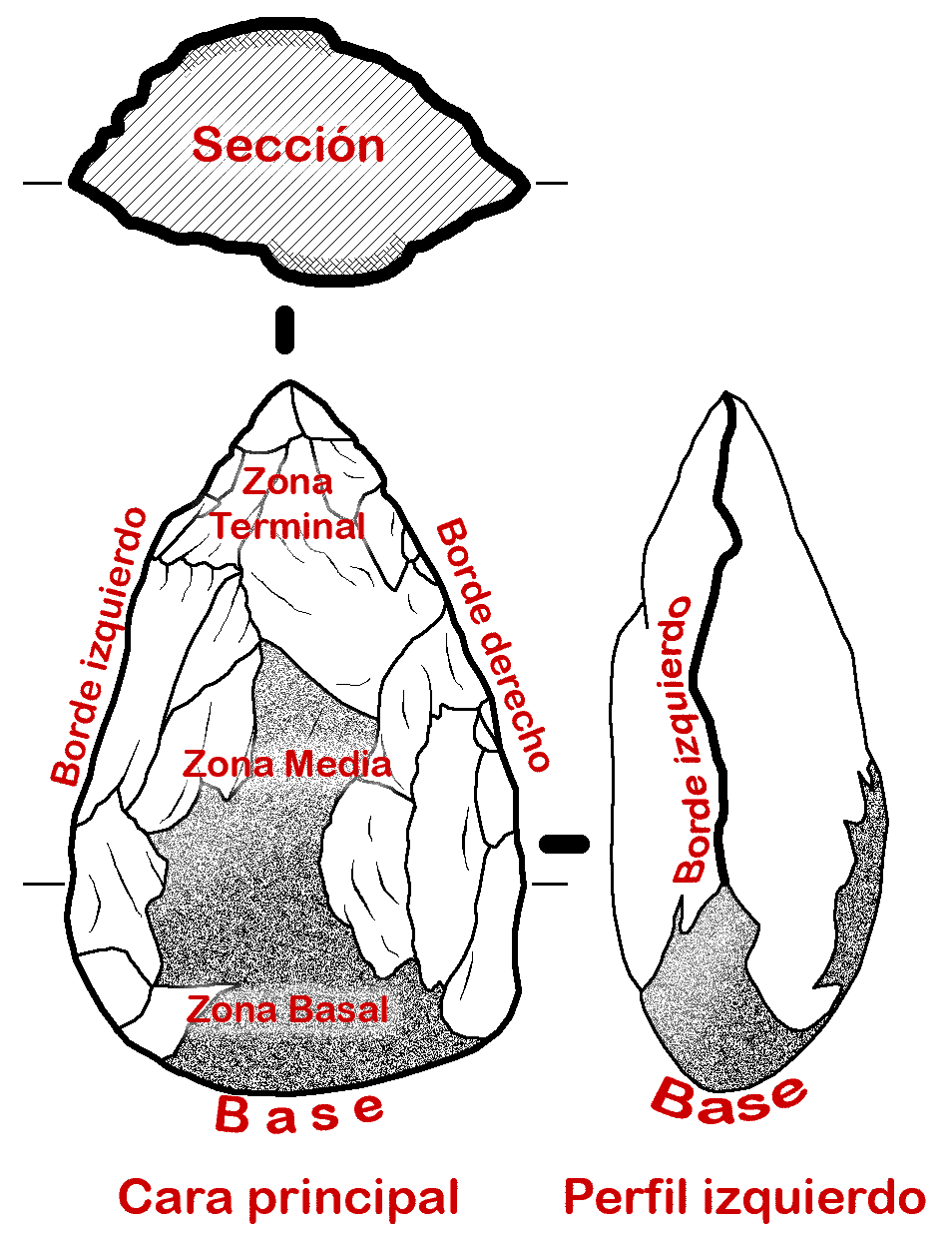
Grundschema zur Benennung der Strukturen eines Faustkeils aus dem Acheuléen: Cara principal Vorderseite; Sección Querschnitt; Borde izquierdo Linker Rand, Borde derecho Rechter Rand; Zonas basal, media, terminal Basiszone, Kernzone, Endzone; Perfil izquierdo linkes Profil

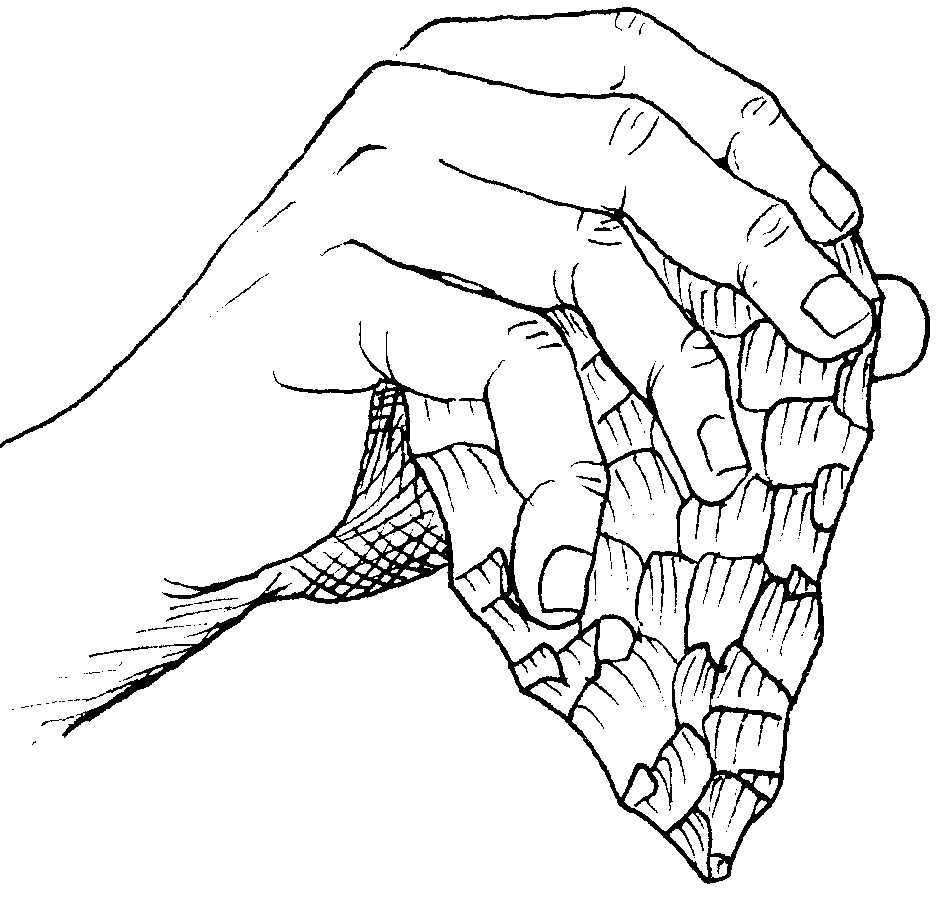
Mögliche Handhabung eines Faustkeiles

Der Faustkeil ist ein zweiseitig bearbeitetes Steingerät und wird daher auch als Zweiseiter (französisch Biface) bezeichnet. Faustkeile haben eine gerundete Basis, die gegenüberliegende Seite ist spitz zugerichtet. Während sie zunächst sehr groß (> 20 cm) waren, wurden sie später kleiner. Auch die Bearbeitung wurde aufwendiger.
Faustkeile sind die Leitform des Acheuléens, das vor etwa 1,75 Millionen Jahren in Afrika beginnt. Nach den über zwei Millionen Jahre alten Choppern und Chopping Tools der Oldowan-Kultur sind Faustkeile die ältesten bekannten Werkzeuge der Gattung Homo. Als erste Hersteller kommen die gleichzeitig in Ostafrika existierenden Hominini-Arten Homo habilis und Homo rudolfensis sowie Homo ergaster bzw. Homo erectus in Frage. In Eurasien sind Faustkeile erst vor etwa 600.000 Jahren häufiger – für Homo heidelbergensis – nachgewiesen. Auch der Neandertaler und der seit etwa 300.000 Jahren in Afrika gesichert belegte anatomisch moderne Mensch (Homo sapiens) verwendeten bis vor etwa 40.000 Jahren Faustkeile.
Zu welchem Zweck insbesondere die Faustkeile des Acheuléens – rund 1,5 Millionen Jahre in weitestgehend gleicher Form – hergestellt wurden, „ist ungewiss.“

## Klassifikation

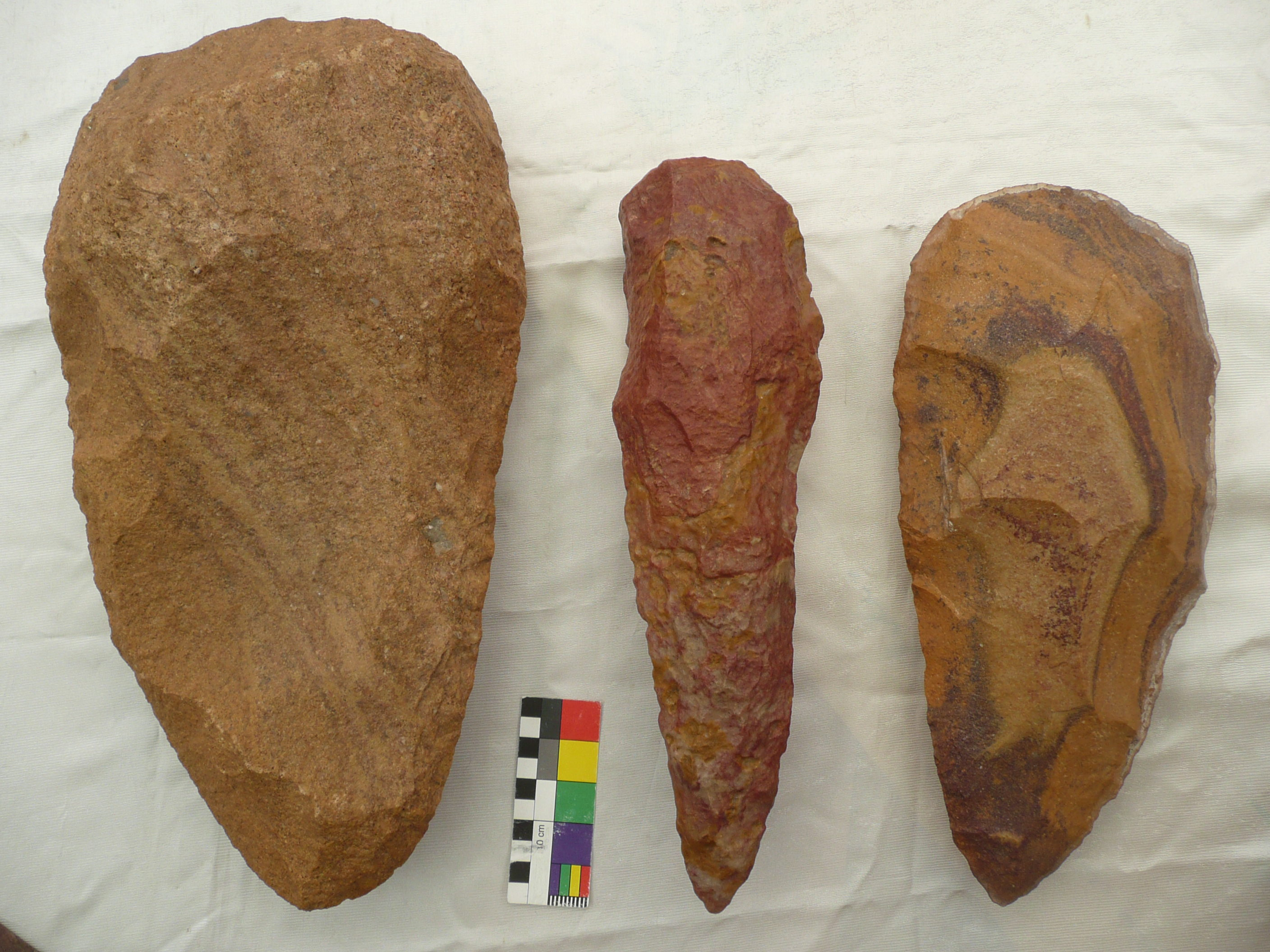
Drei große Faustkeile, Fundort Libyen/Algerien

Faustkeile sind zumeist oval bis birnenförmig. Ihre Länge liegt im Durchschnitt bei 10 bis 25 Zentimetern, es gibt aber auch weitaus größere. Als Material wurden vor allem feinkörnige Gesteine mit hohem Quarzgehalt wie Quarzit und Vulkanit, seltener Feuerstein und andere Kieselgesteine wie Hornsteine oder Obsidian verwendet. Äußerst selten sind Funde aus Knochen, wie etwa das 1,4 Millionen Jahre alte bearbeitete Flusspferd-Fragment aus Konso (Äthiopien) und der Mammut-Faustkeil von Rhede, ausgestellt im LWL-Museum für Archäologie.
Es gibt so genannte Faustkeil-Industrien, die prägnante Formen und Bearbeitungsmethoden hervorbrachten und zur Einteilung der ältesten nach Fundorten in Frankreich benannten menschlichen Kulturen dienten: Abbevillien, auch Chelléen genannt (vor 600.000 bis 400.000 Jahren), Acheuléen (bis vor 150.000 Jahren), Micoquien (vor 130.000 bis 70.000 Jahren) und Moustérien (vor 120.000 bis 40.000 Jahren). Ob sich hinter diesen verschiedenen Formen aber auch tatsächlich unterschiedliche archäologische Kulturen oder gar verschiedene Menschentypen verbergen, ist nicht nachzuweisen.
Ihre Verbreitung in Mitteleuropa ist ein Ausläufer der überaus reichen Vorkommen in Westeuropa. Die Grenze der Faustkeile des Acheuléen liegt an der Oder. Nur späte Faustkeilformen und verwandte beidflächig zugeschlagene Geräte des Micoquien sind auch im östlichen Mittel- und Osteuropa verbreitet.

## Verbreitung

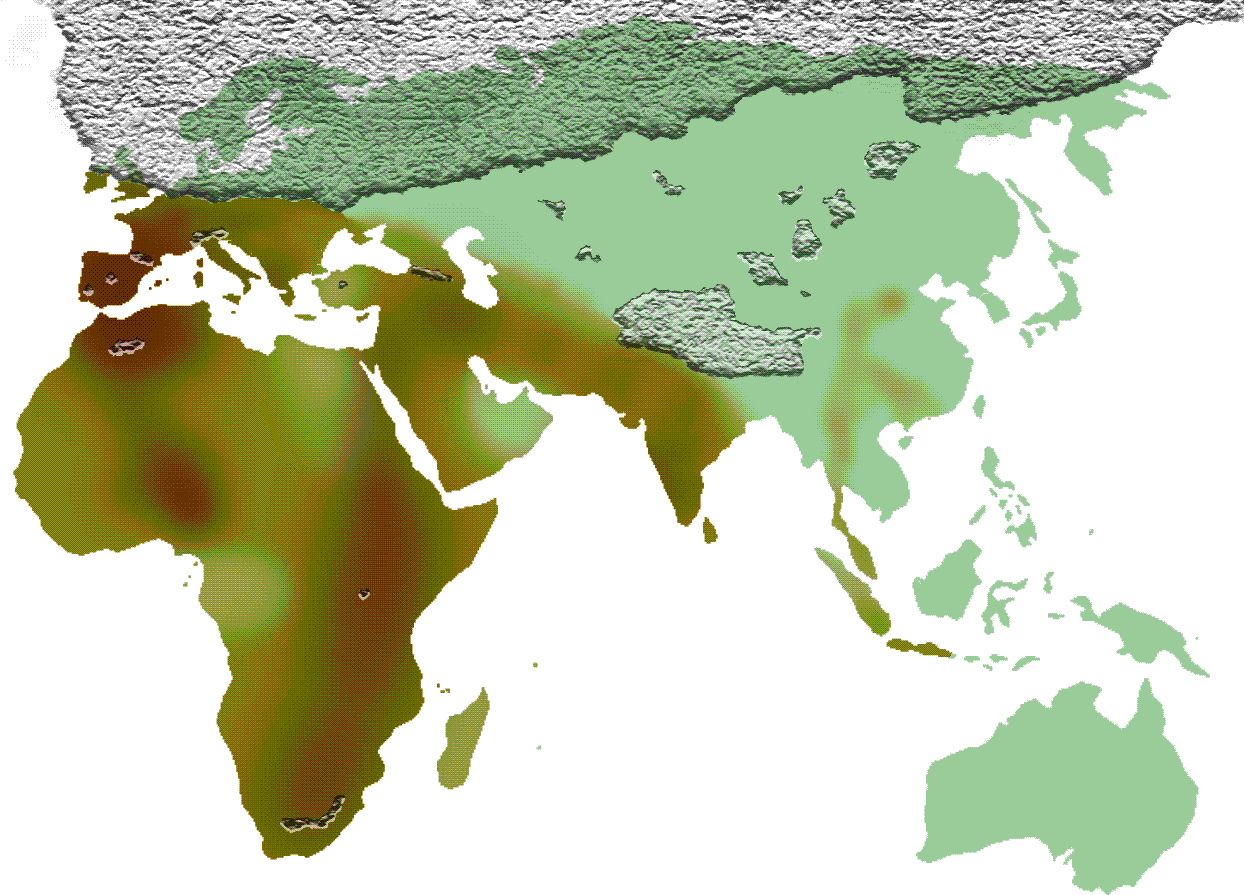
Verbreitungsgebiet der Faustkeile mit Movius-Linie, die eine archäologische Fundgrenze beschreibt

Faustkeile waren weit verbreitet. Die einfachsten und ältesten Formen wurden in Afrika gefunden. Die aktuell am weitesten zurückdatierbaren Funde beidseitig bearbeiteter Faustkeile werden einem Alter von 1,75 Millionen Jahren zugeordnet Nur östlich der so genannten Movius-Linie, in Südostasien und China, gibt es sehr wenige Funde. Dies lässt sich mit einer Forschungslücke, mangelnden Rohmaterialien sowie geeignetem Alternativmaterial wie Bambus erklären.
Die ältesten europäischen Faustkeile im Mittelmeerraum sind vor etwa 900.000 Jahren belegt, nördlich der Alpen dagegen frühestens vor etwa 600.000 Jahren (Fundplatz Boxgrove Quarry).
Die Faustkeile des Acheuléen, die über Jahrhunderttausende Homo ergaster / Homo erectus zugeschrieben werden, wurden rund 1,5 Millionen Jahre lang im gesamten Verbreitungsgebiet nach dem immer gleichen Muster hergestellt. Kleinere regionale Varianten können auf das jeweils unterschiedliche Ausgangsgestein zurückgeführt werden, sie gelten daher nicht als Beleg für intentionale Änderungen.